# Castillo de Santa Bárbara (Teguise)
El castillo de Santa Bárbara es una fortaleza situada en el borde del cráter del volcán Guanapay, a un kilómetro del casco histórico del pueblo de Teguise, en la isla de Lanzarote (Canarias, España). Se denomina oficialmente castillo de Santa Bárbara y San Hermenegildo.

## Historia
Se trataba inicialmente de una simple torre para vigilar la costa construida en el siglo XV por Sancho de Herrera. Leonardo Torriani acomete a mediados del siglo XVI una serie de reformas convirtiéndolo en un verdadero castillo que sirviera de refugio para la población de Teguise (en esos momentos capital de la isla) en caso de invasión enemiga. En 1576 se culmina la obra rodeando el conjunto de la torre y los aposentos con una muralla romboidal con torretas circulares en sus extremos más apuntados.
Tras el ataque del berberisco Morato Arráez de 1586, el castillo es reconstruido.
En el siglo XVII el castillo pierde su importancia defensiva debido a la construcción de nuevas fortificaciones en el puerto de Arrecife, y la artillería es desmantelada. Con la desaparición de los ataques corsarios a inicios del siglo XIX, desaparece totalmente todo valor estratégico del castillo. Se rehabilita como Palomar Militar en 1899, y en 1913 se cede al Ayuntamiento de Teguise.
Está declarado Bien de Interés Cultural
y, en la actualidad, funciona como "Museo de la Piratería". Desde 1991 hasta 2011 funcionó como Museo Etnográfico del Inmigrante Canario. El Museo de la Piratería es realmente un centro de interpretación de conquistadores, corsarios y piratas que han estado relacionados con la historia de Canarias.